# Бібрка (гміна)
Ґміна Бібрка (пол. Gmina Bóbrka) — колишня (1934—1939 рр.) сільська ґміна Бібрського повіту Львівського воєводства Польської республіки (1918—1939) рр. Центром ґміни було місто Бібрка, що не належало до ґміни.

1 серпня 1934 р. було створено ґміну Бібрка в Бібрському повіті. До неї увійшли сільські громади: Ернсдорф, Любешка, Лани, Ланкі Мале, Регфельд, Сарнікі, Стокі, Стжалкі і Волове.